# 三角点

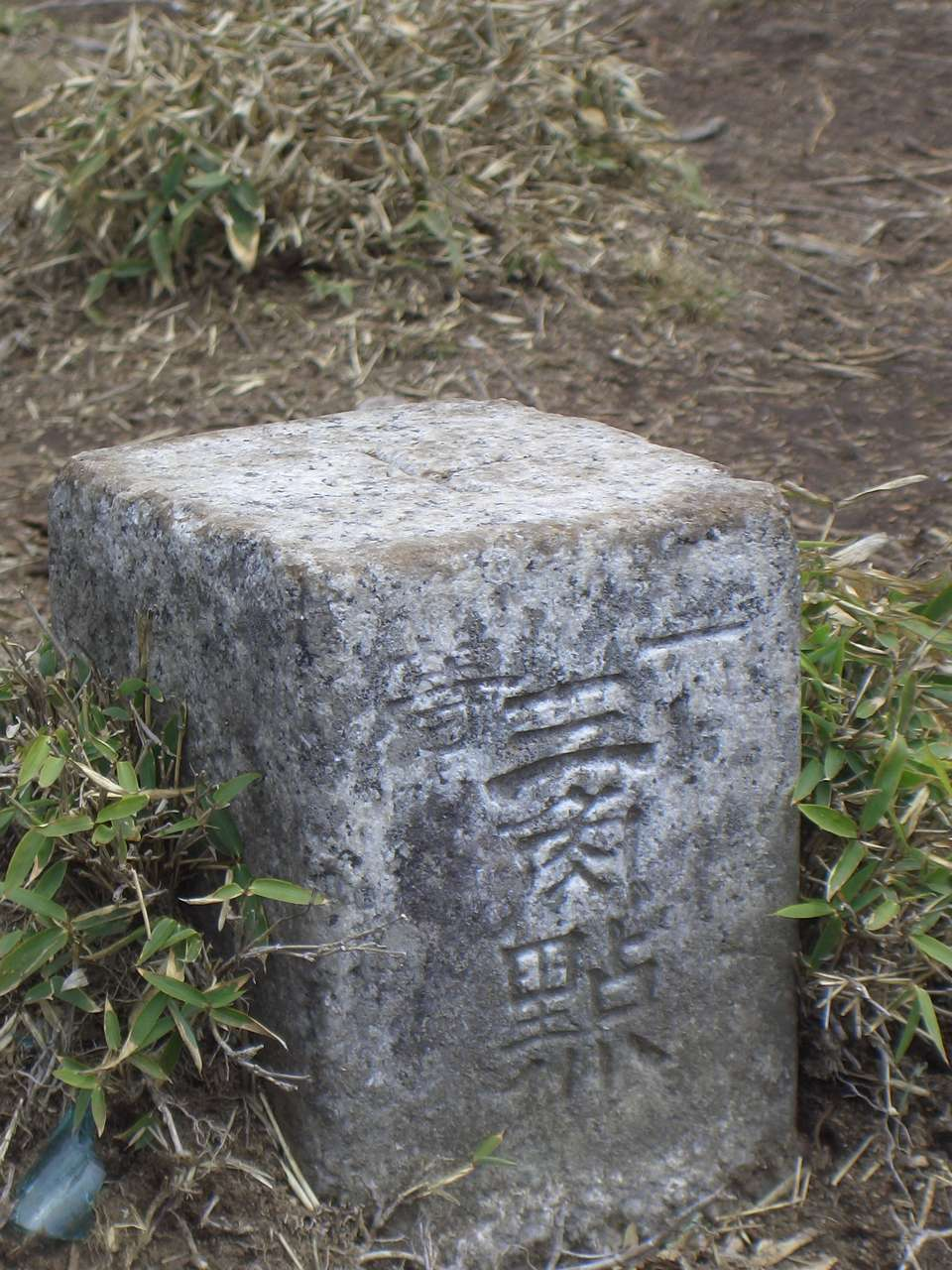
晃石山の一等三角点

三角点（さんかくてん）とは、三角測量に用いる際に経度・緯度・標高の基準になる点のことである。標高については別途、水準点も基準となる。

## 三角測量における意義
地図製作における三角測量には次のような作業手順がとられる。

### 原点の設定
三角測量に入る前に原点の設定が必要になる。まず地球上のある地点とある地点の距離を正確に測るには各地点の鉛直線の方向を基準にする必要があるが、地球内部の密度の違い（重力の影響）により各地点の鉛直線には傾きを生じている。そこである一点（原点）をあらかじめ天体測量等で決めておき、それを土台に各点間を結ぶ線とその方向から位置を求めてゆく。

### 基線測量
原点が決まると原点から観測に都合の良い地点を選んで原方位を決定する。
三角測量は地上で実際に測った一本の線を基礎に、次々に三角形の内角を測定することで三角点の位置を決定していく方法である。そのため正確に測られた基線を設定する必要があり、その基線の測量作業を基線測量という。

### 選点作業
三角点の位置を決める作業を選点作業という。三角網を形づくる三角形は正三角形に近いほど誤差を生じにくい。三角点の位置は見通しが良い場所である必要があり、特に一等三角点の場合は一等三角点同士で見通しが良いだけでなく二等三角点や三等三角点を設定しやすい位置にする必要がある。
三角点は見通しがきく地点でなければならないため、高い場所であればよいと思われがちであるが、高い山の頂は雲に遮られることが多く気象条件に左右されやすいため一番良いとは言い難い。しかし、一等三角点間に山がある場合などでどうしても見通しがきかないような場合には不便を承知で山の頂に設置される。

### 造標作業
三角点の選点が終わるとその地点に観測の標識となるピラミッド型の櫓を建てる。さらに三角点であることを表示する標石を埋設する。

### 観測作業
三角点の設置とともに三角点間の観測を行う。三角点は地球上にある地点であるため、一等三角点や二等三角点など遠い距離にある三角点をつないだ三角形は平面上の三角形とはならない（内角の和が180度より大きくなる）ため、この球過量の補正を行う。
なお、地形図においては、いかなる地点も高さが示されている必要があるためこれらとは別に水準測量が必要となる。

## 各国の三角点

### 日本の三角点

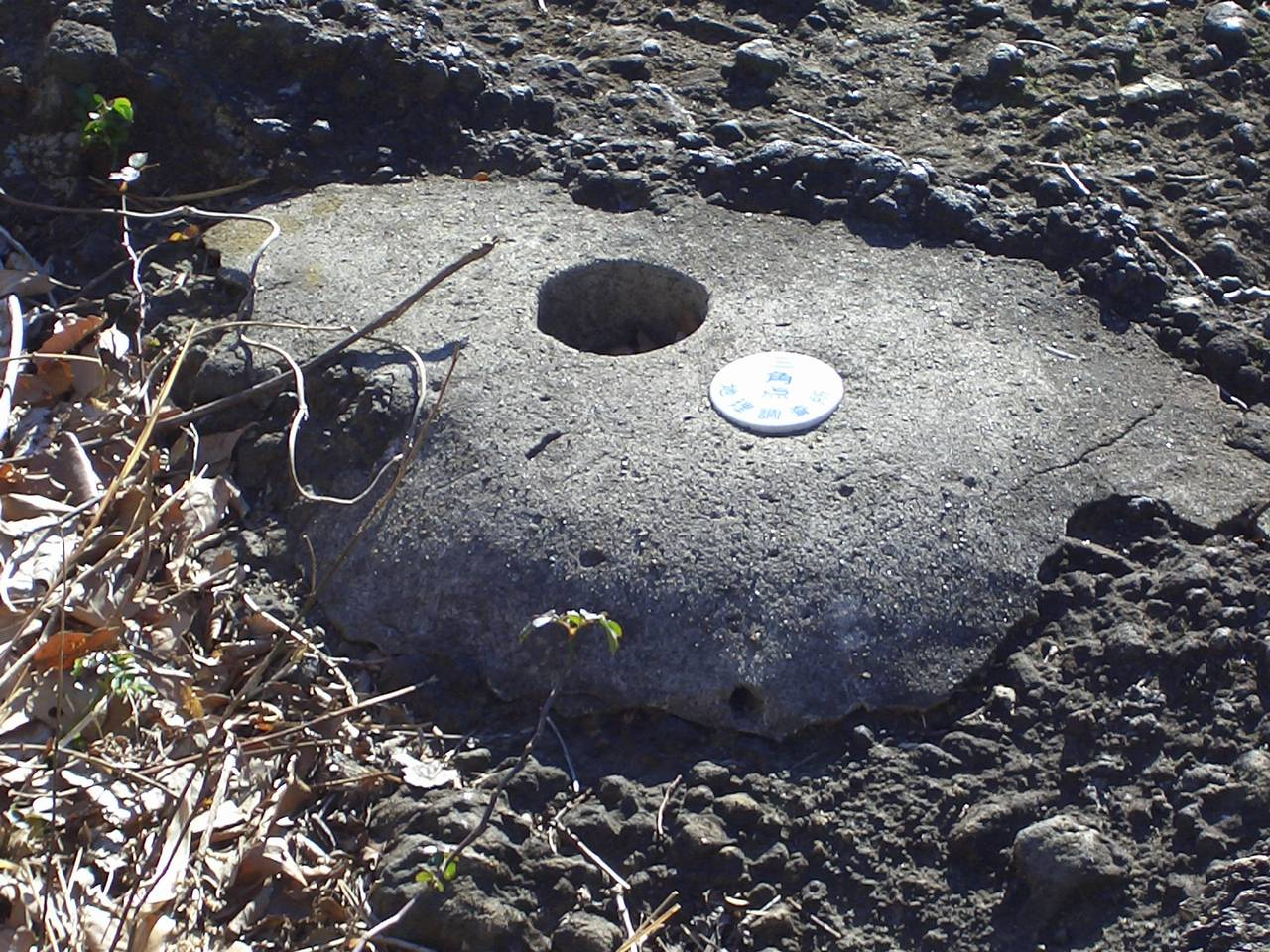
特殊な三等三角点（岩船山）

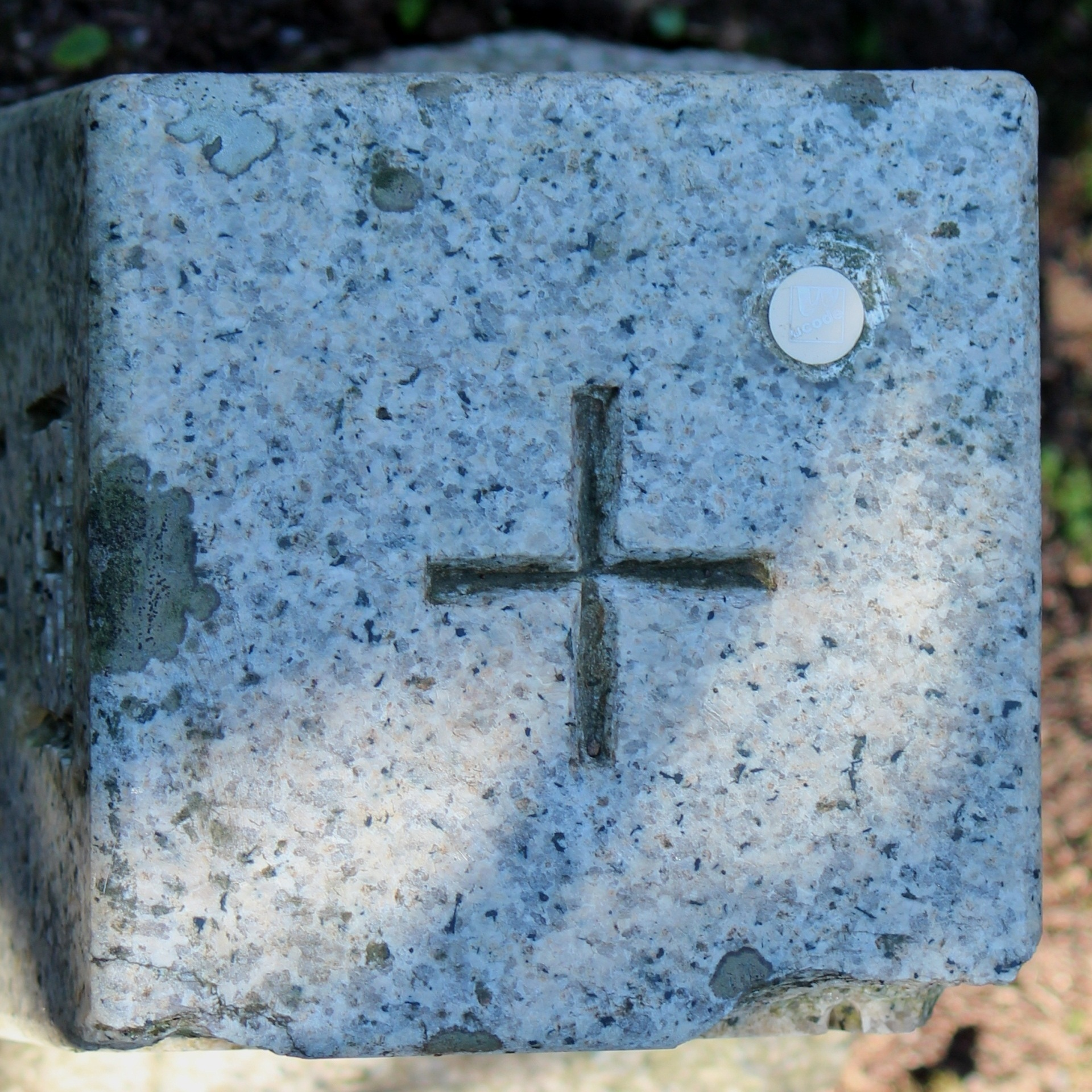
場所情報コード (ucode) が埋め込まれた、三角点の例

測量法で定められている測量標の一分類であり、永久標識に分類される。

#### 三角点の設置
日本では高山の山頂や公立学校などの公的建造物の屋上に設置されている。一等三角点を山頂に持つ山の踏破を目標とする登山愛好者も多い。
一定の期間毎に三角点同士の再測量（GPS測量など）が行われ、精度が維持されている。
なお、三角点の値は、三角点標石上面十字線の中央の位置の値であり、標高点もその山の山頂の値とは限らない。

#### 柱石
三角点には、基準となる柱石が設置されている。柱石には花崗岩など硬い素材の石が用いられる。石の頂部には十字の切り込みが入れてある。
柱石の破壊など機能を損ねる行為をした者は、測量法の規定により2年以下の懲役又は100万円以下の罰金に処せられる。

#### 歴史
日本の近代政府による位置の基準となる標識の最初のものとしては、明治4年11月8日（1871年12月19日）に太政官から沙汰のあった東京府下測量のための測量標旗の規格がある。これは測量標としては仮設標識に相当するものであったが、明治7年（1874年）4月27日には永久標識としての測量標柱の規格を定める内務省達が発せられている。
その後、内務省地理局の三角測点を経て日本国内の測量業務は明治17年（1884年）6月26日に参謀本部に移管され、以後三角点の設置・管理は太平洋戦争以前は参謀本部陸地測量部が、戦後は国土地理院が行っている。
戦前までは三角点、水準点ともに参謀本部が府県警察部に指示してパトロールをさせていた。
明治時代当時の参謀本部の目標としては、5万分の1地形図を全国整備することであった。緯度幅10分、経度幅15分のこの地形図一図葉を作成するためには当該範囲内に少なくとも30–40点の基準点が必要となり全国を約1300図葉でカバーするためには約4–5万点の基準点が必要となるが、まともに基準点を設置していては誤差の累積を免れない。そこでまず大まかな三角網を形成し、これを基にしてさらに小さな三角網を形成するといった方法を採り必要な数の基準点に達するまでこれを繰り返すことで誤差の累積を回避した。当時の技術水準における角度の測定精度は0.1秒であり、目標位置精度を2cmに設定すると点間距離は40kmまでに設定できた。こうして組まれていった三角網が、“一等三角網”である（等級は三角網の等級であり山自体の等級を表しているものではない）。
また当時の測角精度においては水平角に比べ高低角の精度が劣ったため別途、水準測量を実施し水準点から各三角点に標高値を取り付ける作業が並行して行われていった。
三角点は測量法により保護される存在であるが、特に東京都内の場合は東京大空襲に代表される戦災や高度成長期の建設工事により破壊されてしまった。1970年代に、国土地理院は地震予知に三角点を活用しようと予備調査を行ったが、皇居から荒川にかけたルートでは6点中2点、皇居内と某神社敷地内にあった三角点が残るのみで、残り4点は地下鉄や首都高速道路の建設、マンションの開発などにより行方不明となっていた。

#### インテリジェント基準点
2009年度に約2万の基準点に、ICタグを付加した「インテリジェント基準点」が整備された。場所情報コードを付加したucodeを国土地理院が発行している。

#### 基準点の等級
基準点には、電子基準点、一等三角点、二等三角点、三等三角点、四等三角点、五等三角点などがある。2021年（令和3年）4月1日に国土地理院が公開した点数、および2011年（平成23年）2月9日現在、国土地理院の基準点成果等閲覧サービスに登録されている点数は、下表である。
| 公開方法                      | 一等 三角点 | 二等 三角点 | 三等 三角点 | 四等 三角点 | 五等 三角点 | 電子基準点 | （GPS固定点） |
| ----------------------------- | ----------- | ----------- | ----------- | ----------- | ----------- | ---------- | ------------- |
| 一覧表 2021年4月1日公開       | 974         | 4,990       | 31,667      | 71,506      |             | 1,318      |               |
| 閲覧サービス 2011年2月9日閲覧 | 960         | 4,959       | 31,673      | 69,310      | 2           | 1,240      | 35            |

一等三角点
設置間隔は約40km、必要に応じて約25km間隔の補点が設置される。
全国に約1000点。
柱石の一辺は18cm、破壊や破損に備えて、柱石の直下には2枚の盤石も埋設されている。
二等三角点
設置間隔は約8km。
全国に約5000点。
柱石の一辺は15cm、破壊や破損に備えて、柱石の直下には盤石も埋設されている。
三等三角点
設置間隔は約4km。
全国に約3万2000点。
柱石の一辺は15cm、破壊や破損に備えて、柱石の直下には盤石も埋設されている。
現在の技術水準では、2万5千分1地形図を作成するための位置の基準は3等以上の三角点で充足される。
四等三角点
設置間隔は約2km。
全国に約6万9000点。
柱石の一辺は12cm、破壊や破損に備えて、柱石の直下には盤石も埋設されている。
地籍調査又はこれに相当する調査の測量の基準点として、国土交通省土地・水資源局国土調査課の委任を受け、国土地理院が設置する。
五等三角点
1899年（明治22年）に国土地理院の前身である陸地測量部が「海中の小岩礁の最高頂を観測し、其の概略位置及高程を算定し、之を五等三角点と称すること、尋て市街地の高塔等亦之に準することに定めたり」とあり、三角点標石を設置するのが困難な小岩礁はその最高点を五等三角点とし、火の見櫓や煙突等の市街地の高塔もこれに準じた。長らく五等三角点の新設は行われておらず、四等三角点以上への切り替えや廃止が行われたため、現在は下記の沖縄県の小島の2か所が残存しているのみである。
- 神山島　北緯26度15分45.47秒 東経127度35分03.77秒 / 北緯26.2626306度 東経127.5843806度
- ハテ島　北緯26度14分24.33秒 東経127度27分22.08秒 / 北緯26.2400917度 東経127.4561333度

### イギリスの三角点

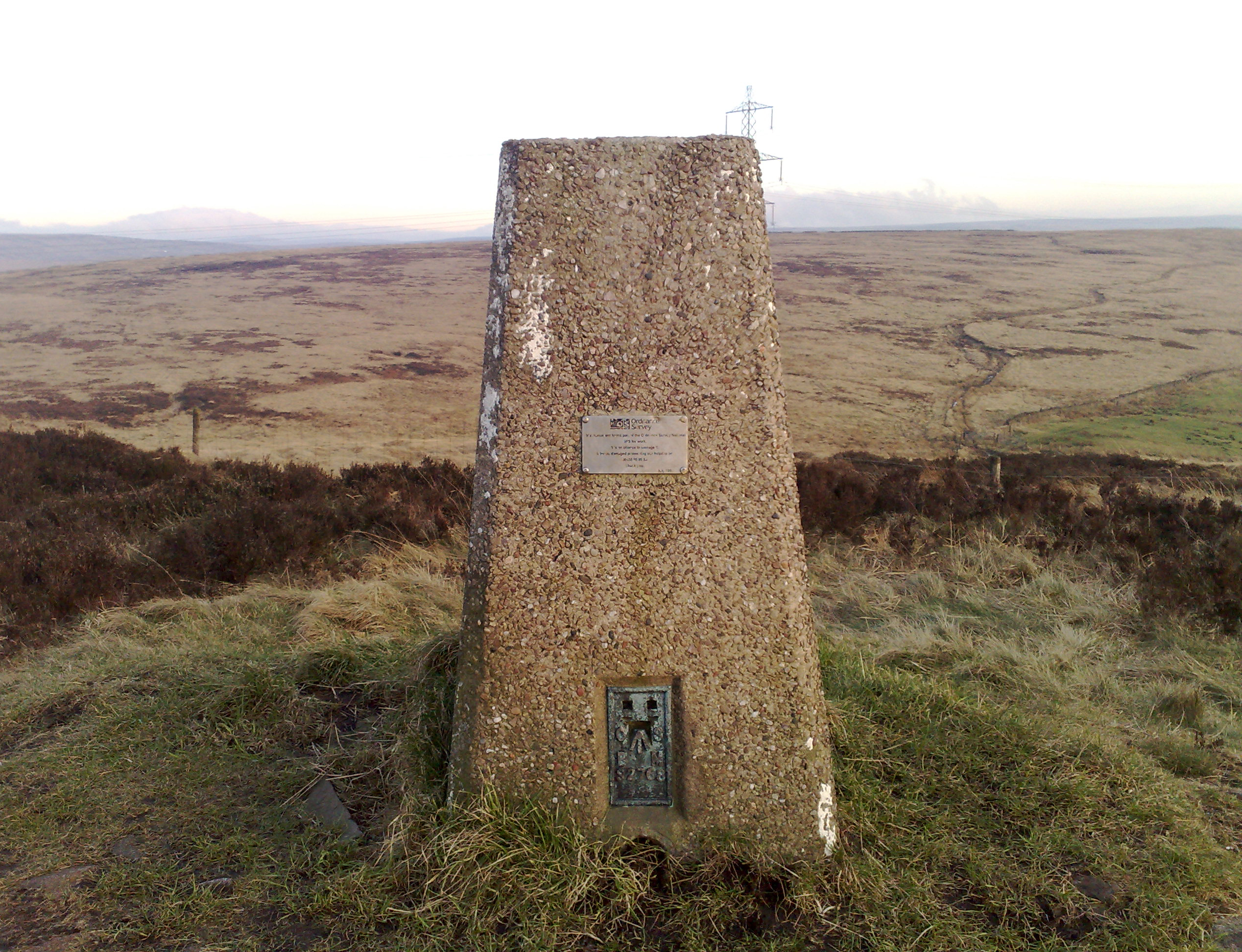
クロンプトン・ムーアの三角点

イギリスの三角点はコンクリート製で、陸地測量部が設置している。

## ギャラリー

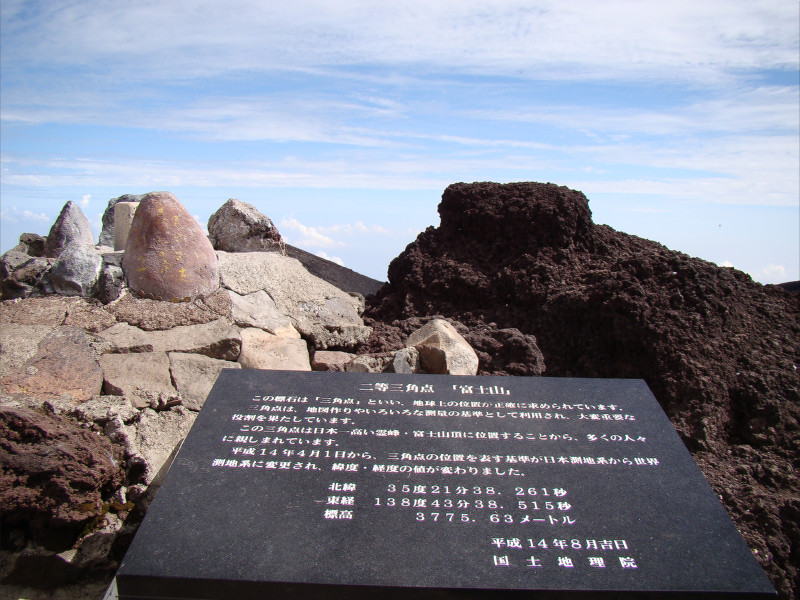
日本 富士山頂（剣ヶ峰） 二等三角点
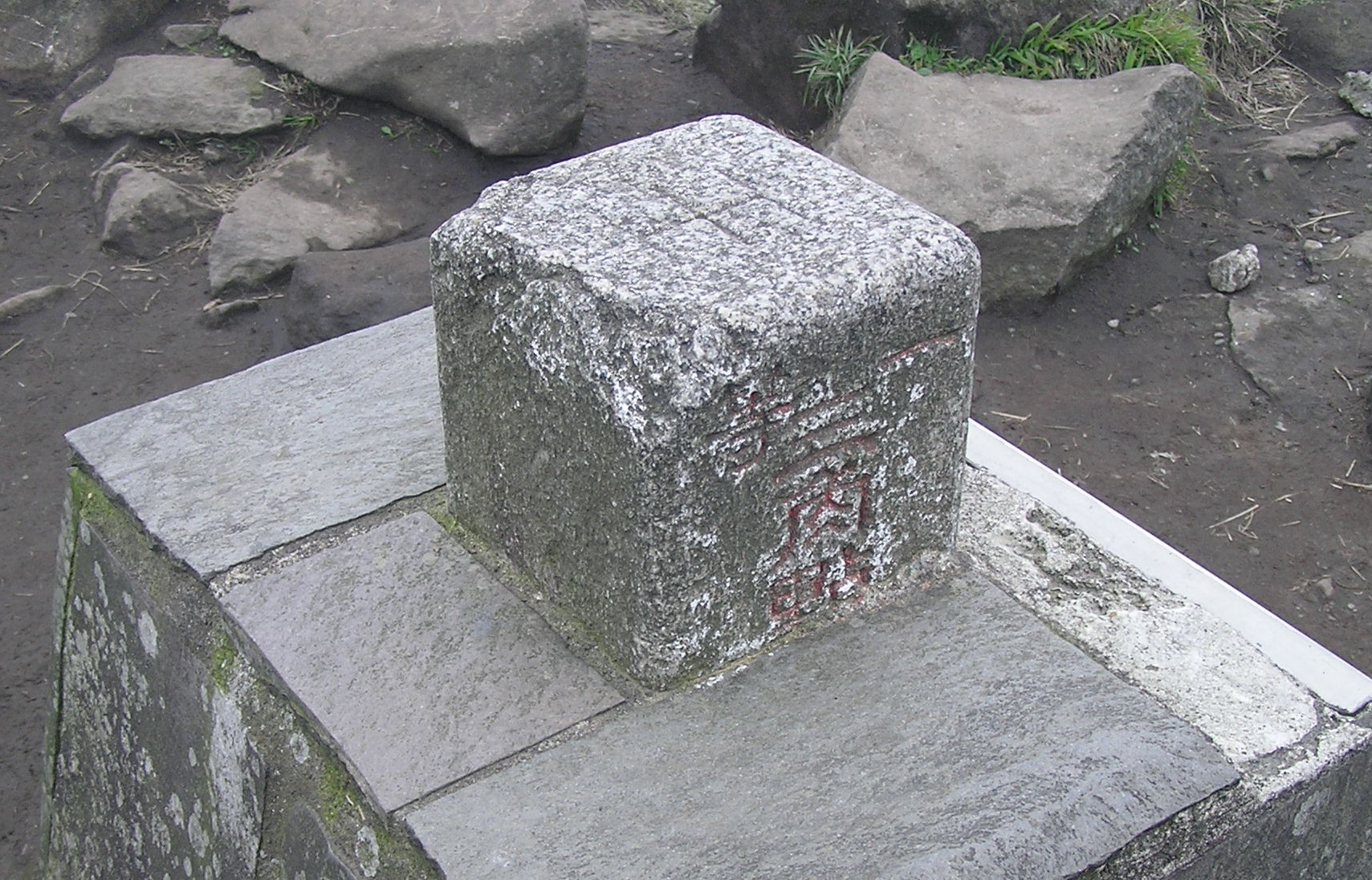
台湾 陽明山国家公園七星山山頂 一等三角点
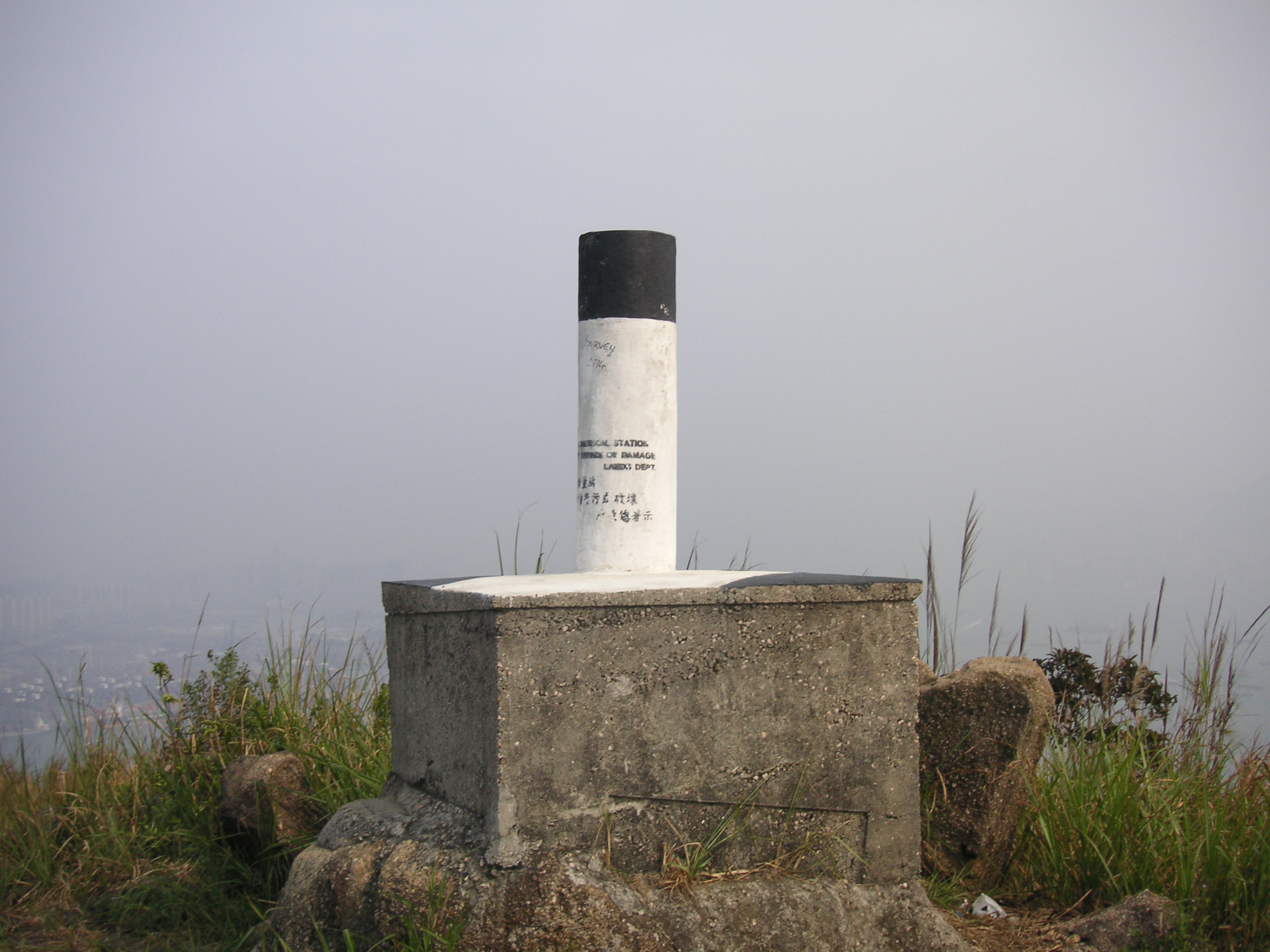
香港
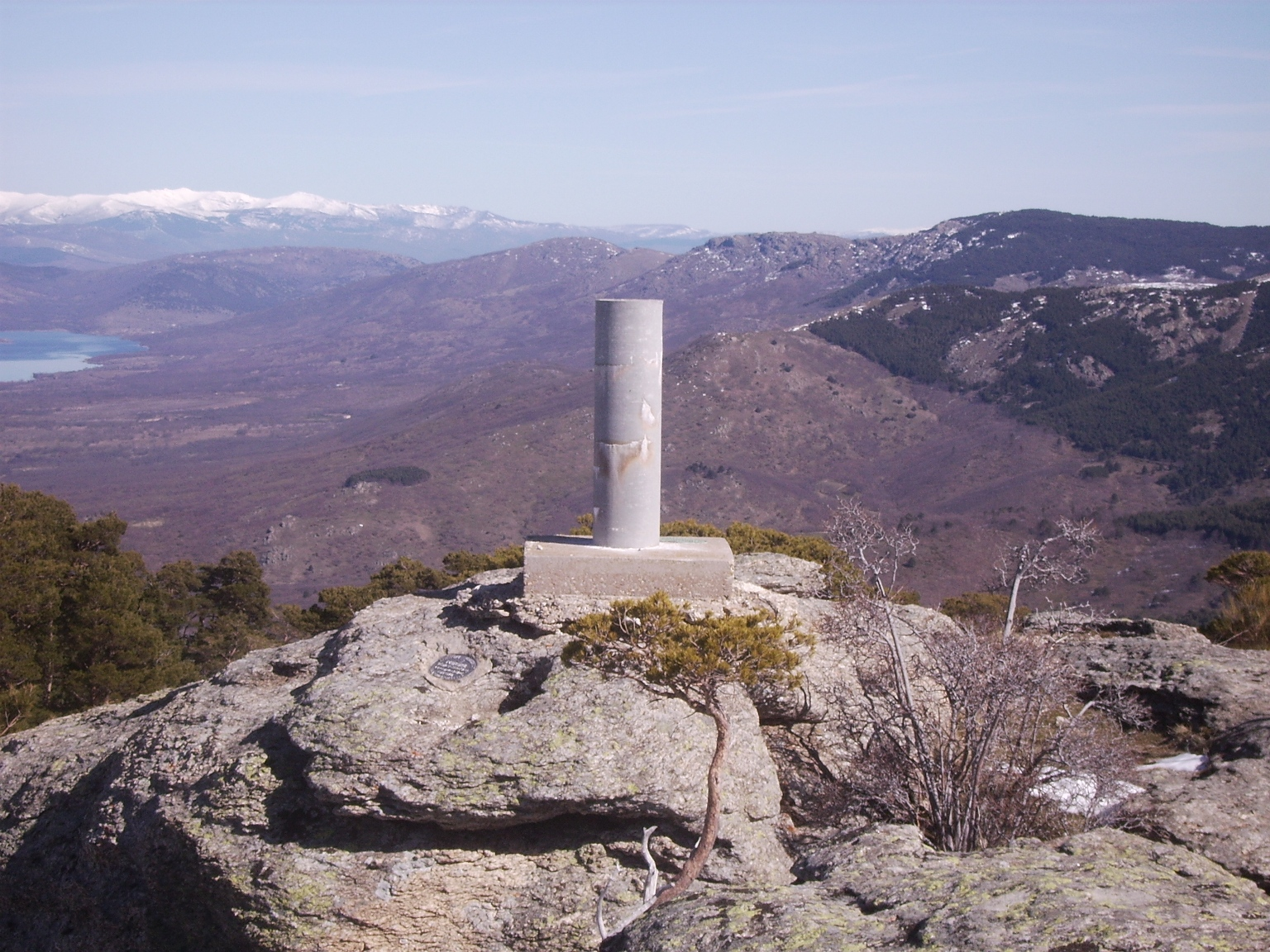
スペイン グアダラマ山脈
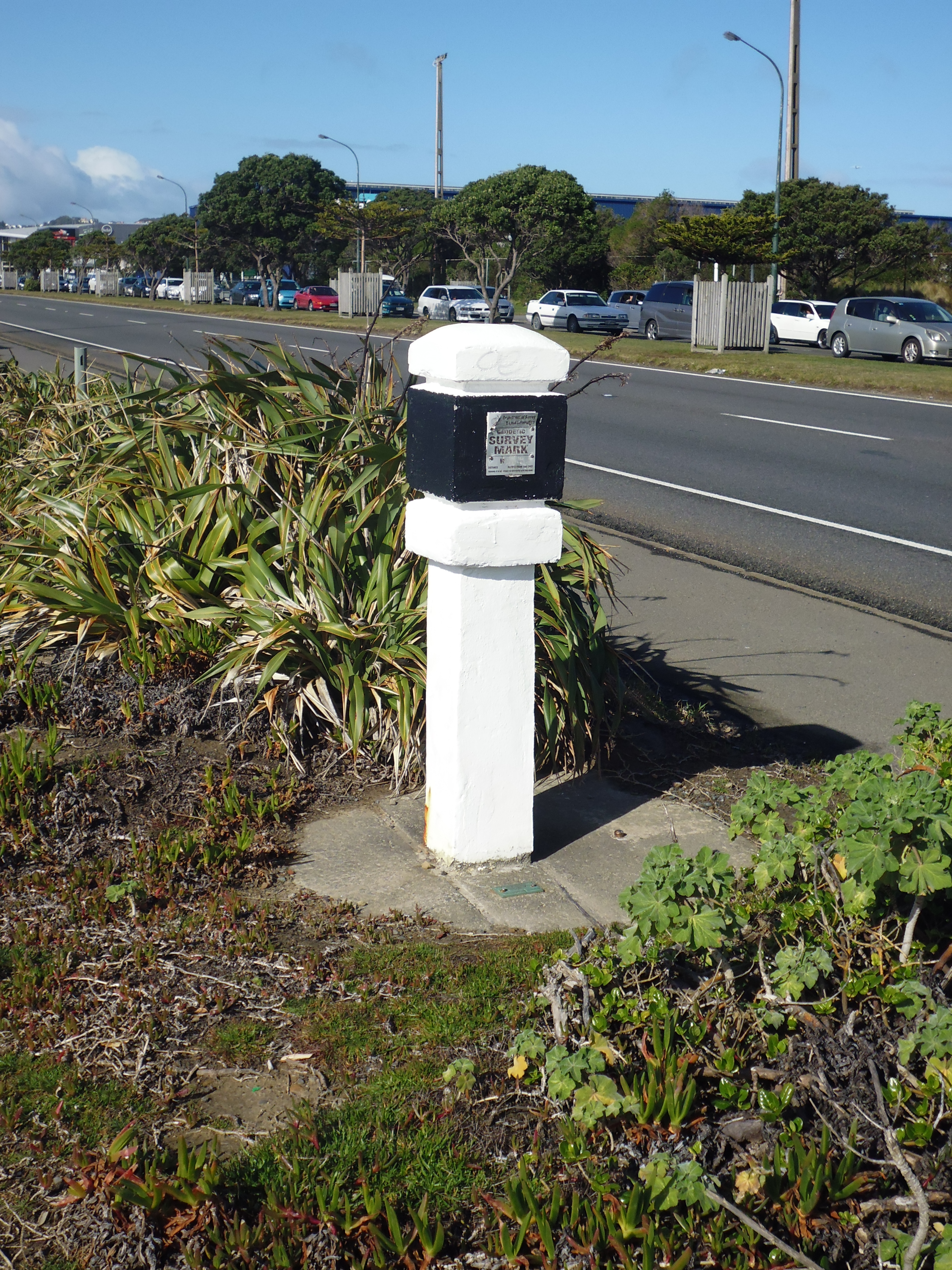
ニュージーランド ウェリントン
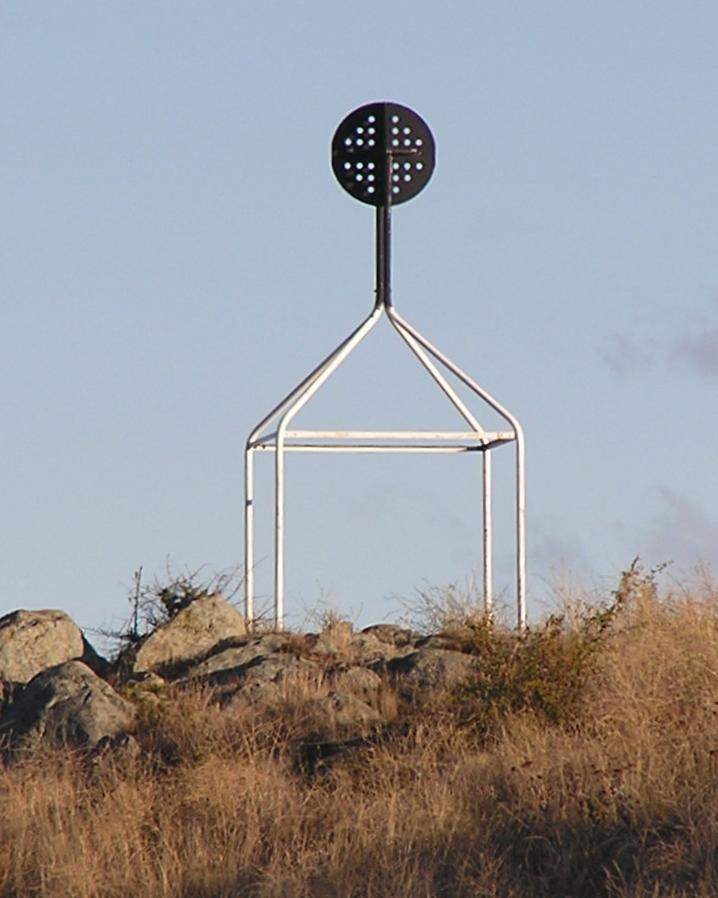
オーストラリア キャンベラ レッドヒル
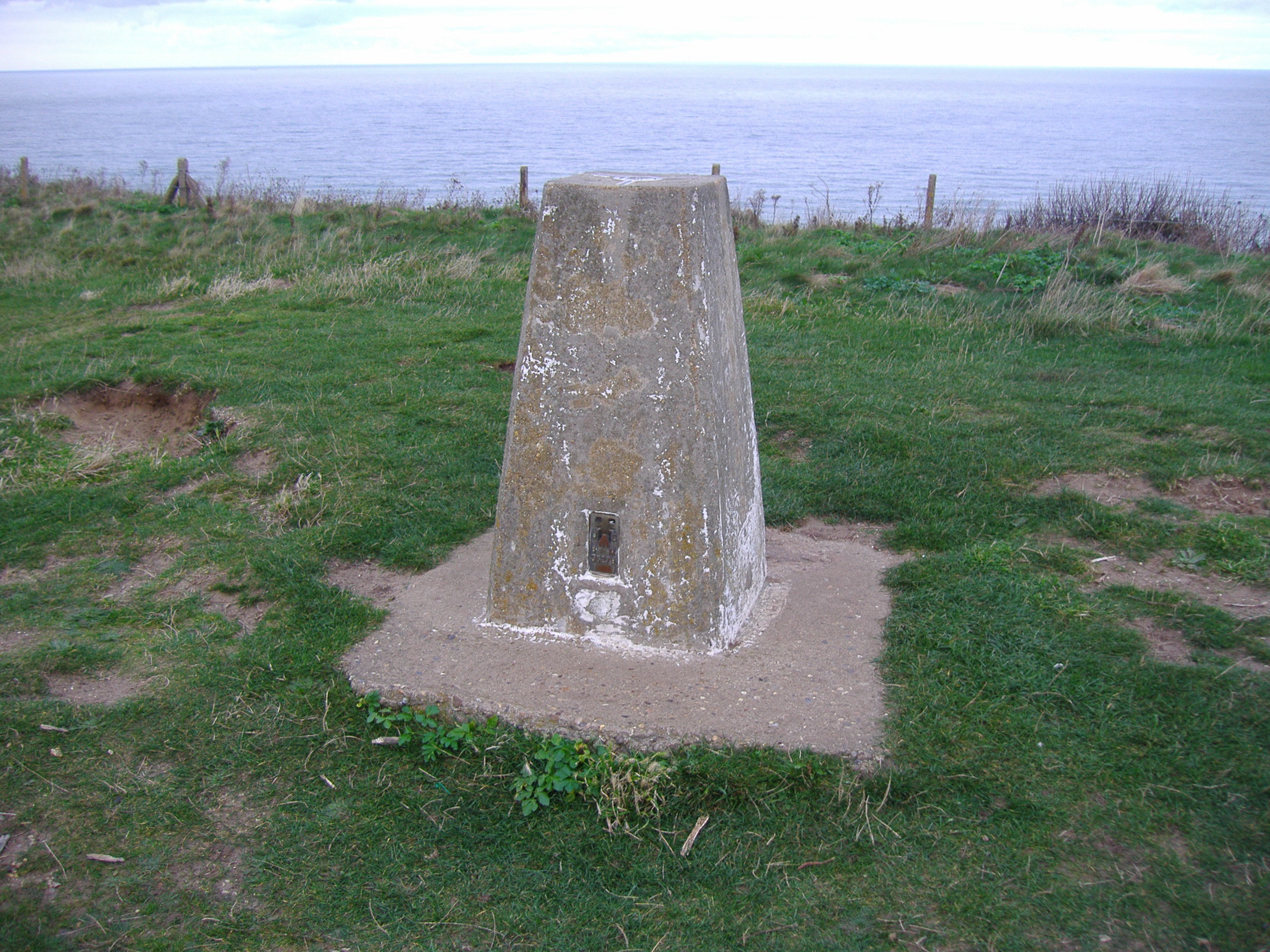
イギリス ノーフォーク
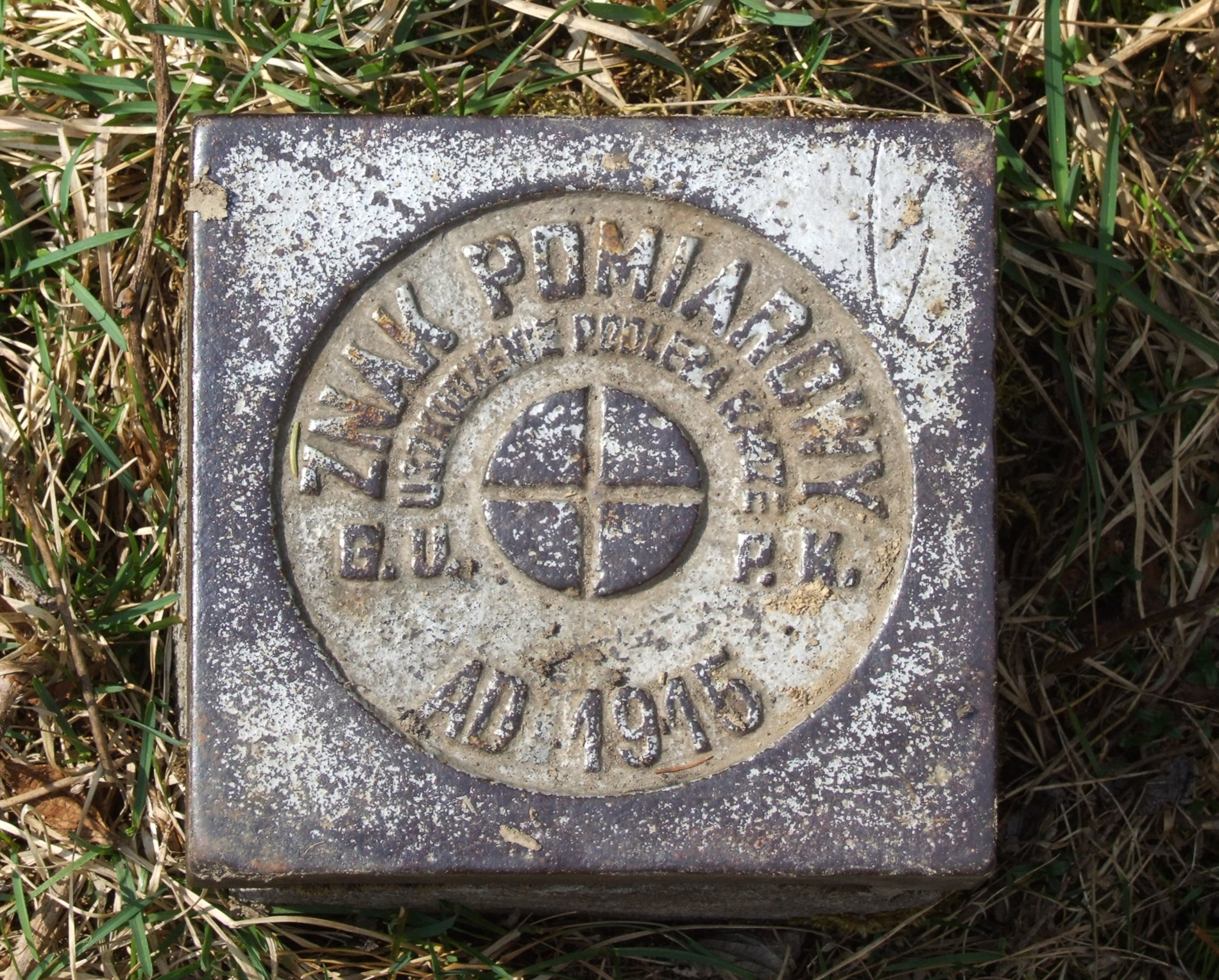
ポーランド ゴルツェ山
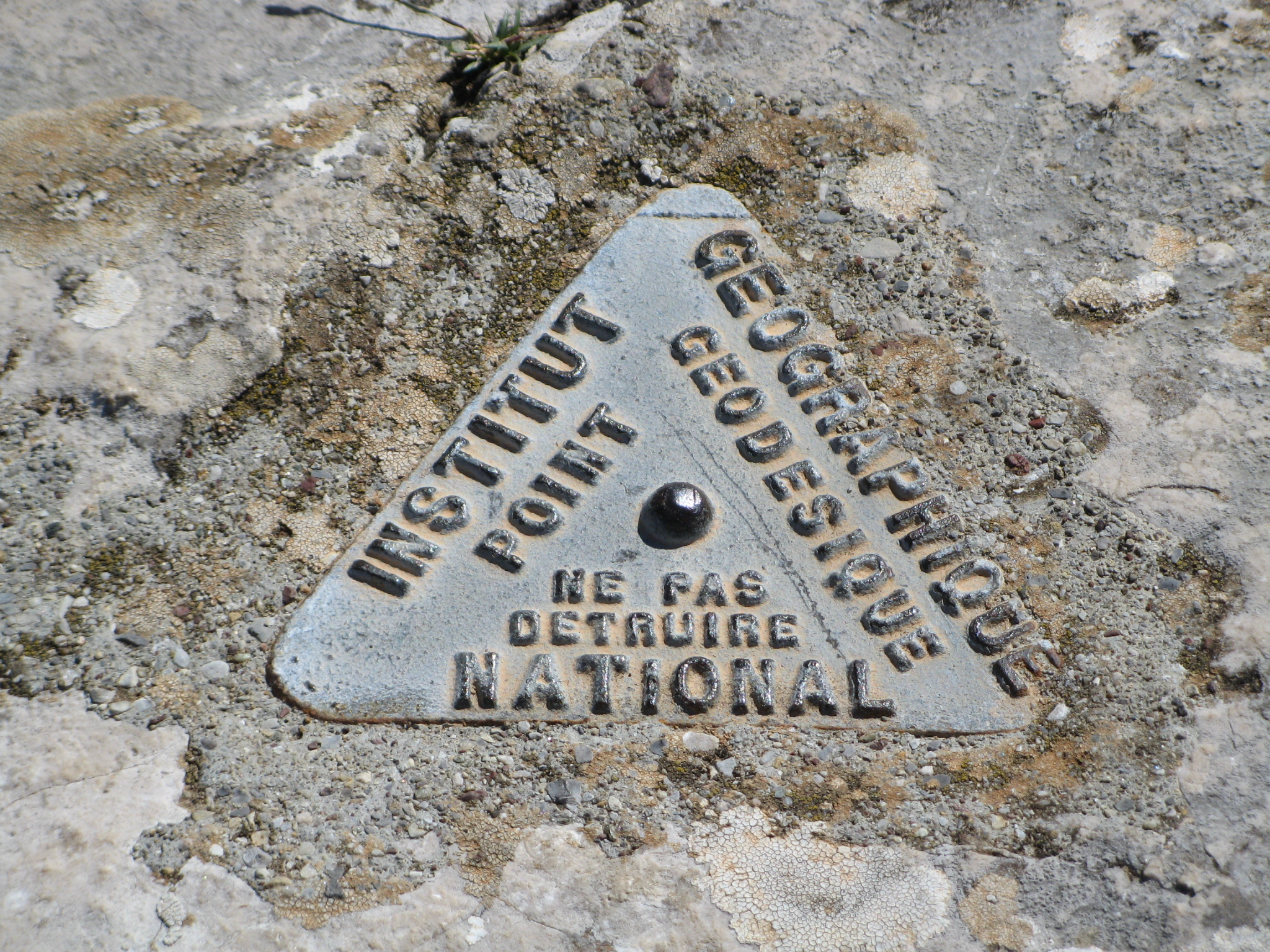
フランス アンドン
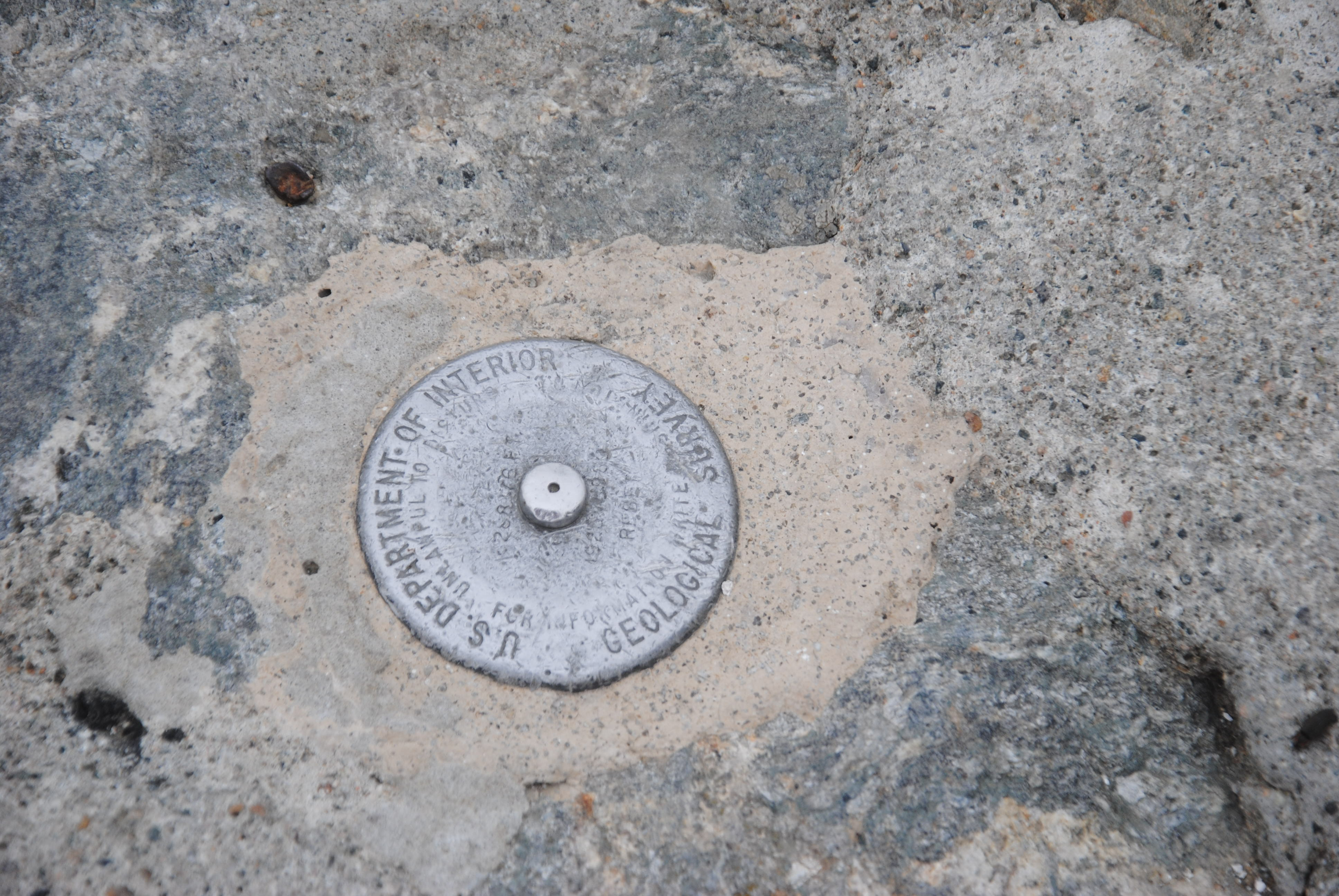
アメリカ合衆国 ワシントン山

## 関連書籍
- 『一等三角点百名山』 山と渓谷社、昭和63年（1988年）11月、ISBN 4-635-17030-6
- 『一等三角点の名山と秘境-日本全国一等三角点配置図 日本全国一等三角点総覧』 新ハイキング社、平成8年（1996年）6月、ISBN 4-915184-19-6
- 『一等三角点の山旅55コース「東京周辺」』 山と渓谷社、平成9年（1997年）4月、ISBN 4-635-00492-9
- 『一等三角点の山々―高度順一等三角点100座』 新ハイキング社、平成9年（1997年）10月、ISBN 978-4-915184-20-8
- 『剱岳に三角点を!―明治の測量官から昭和・平成の測量官へ』 桂書房、平成19年（2007年）10月、ISBN 4-903351-39-4
- 『新版 剱岳〈点の記〉』 新田次郎（著）、文藝春秋、平成21年（2009年）3月、ISBN 978-4-16-328060-8
- 『一等三角点総覧 〜アルピニストとハイカーがまとめた〜』 日本測量協会、平成21年（2009年）8月、ISBN 978-4-88941-035-8